# 诺伊林山麓圣埃居德
诺伊林山麓圣埃居德是奥地利下奥地利州利林费尔德县的一个市镇。总面积184.99平方公里，总人口2211人，人口密度12.0人/平方公里（2005年）。